# Secundino Arrascaeta
Secundino Arrascaeta – piłkarz urugwajski, obrońca.
Jako piłkarz klubu Rampla Juniors wziął udział w turnieju Copa América 1942, gdzie Urugwaj zdobył tytuł mistrza Ameryki Południowej. Arrascaeta nie zagrał w żadnym meczu.
Później przeniósł się do klubu Club Nacional de Football, z którym w 1944 roku zdobył wicemistrzostwo Urugwaju.
Arrascaeta od 25 maja 1942 roku do 15 sierpnia 1945 roku rozegrał w reprezentacji Urugwaju 6 meczów.